# Wangelnstedt
Wangelnstedt ist eine Gemeinde im Landkreis Holzminden in Niedersachsen (Deutschland) und gehört zur Samtgemeinde Eschershausen-Stadtoldendorf.

## Geografie

### Lage
Wangelnstedt liegt unweit nördlich des Sollings. Die Gemeinde befindet sich östlich der Stadt Stadtoldendorf zwischen den Höhenzügen Elfas im Nordosten, Amtsberge im Süden, dem Holzberg im Südwesten und dem Homburgwald im Nordwesten. Die Gemeinde wird vom Oberlauf der Lenne durchflossen.

### Gemeindegliederung
Außer Wangelnstedt gehören zur Gemeinde noch die Ortsteile Denkiehausen, Emmerborn und Linnenkamp.

### Nachbargemeinden
Im Südwesten grenzt Wangelnstedt an Heinade, im Westen an Stadtoldendorf, im Norden an Lenne und Eimen sowie im Osten und Süden an die Stadt Dassel (Landkreis Northeim).

## Geschichte
Wangelnstedt wurde erstmals als Villa Wanhelist 1251 urkundlich erwähnt. Die Erwähnung stand im Zusammenhang mit einer Stiftung Heinrichs von Luthardessen (Lüthorst) mit Zustimmung des Abts von Corvey an das Kloster Amelungsborn laut dem Urkundenbuch für Westfalen. Aus Homburger Besitz kam das Dorf 1495 an das Fürstentum Braunschweig-Wolfenbüttel, wo es vom Amt Homburg aus verwaltet wurde. Zur Zeit der Soester Fehde wurde es zerstört und lag einige Jahrzehnte wüst. Unter Heinrich II. erfolgte 1518 der Neuaufbau als Pfarrdorf.
Von 1807 bis 1813 gehörte Wangelnstedt mit rund 330 Einwohnern zum Königreich Westphalen und darin zum Departement der Leine, Distrikt Einbeck, Kanton Stadtoldendorf. Danach kam Wangelnstedt zum Herzogtum Braunschweig. Seit 1832 gehört die Gemeinde zum Landkreis Holzminden.

## Eingemeindungen

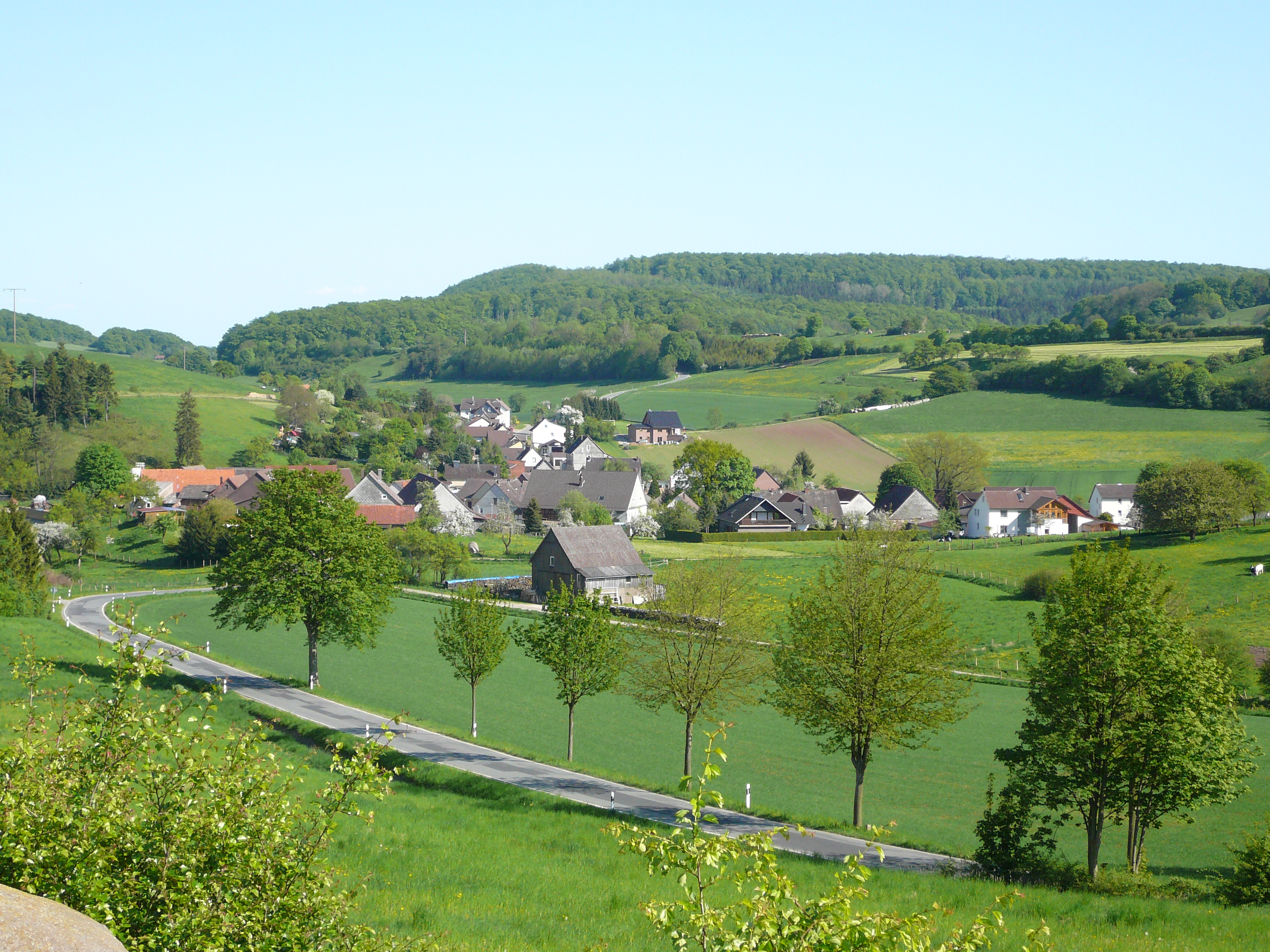
Blick auf den Ortsteil Linnenkamp (2008)

Am 20. November 1972 beschlossen die Gemeinden Wangelnstedt, Linnenkamp, Emmerborn und Denkiehausen per 1. Januar 1973 ihren Zusammenschluss unter dem Gemeindenamen Wangelnstedt.

## Politik

### Gemeinderat
Der Rat der Gemeinde Wangelnstedt setzt sich aus neun Mitgliedern zusammen. Dies ist die festgelegte Anzahl an Ratsmitgliedern für eine Mitgliedsgemeinde einer Samtgemeinde mit einer Einwohnerzahl zwischen 501 und 1000 Einwohnern. Die Ratsmitglieder werden durch eine Kommunalwahl für jeweils fünf Jahre gewählt.
Bei der Kommunalwahl 2021 ergab sich folgende Sitzverteilung:
- Unabh. Wgr. Wangelnstedt (UWW): 6 Sitze
- Wgem. Wangelnstedt (WGW): 3 Sitze

### Bürgermeister
Ehrenamtlicher Bürgermeister von Wangelnstedt ist seit 2021 Dirk Wollenweber (UWW). Sein Stellvertreter ist Dennis Kleinsorge.
Wollenweber löste damit Marcel Lohmann (WGW) ab. Bis 2016 war Manfred Adam (WGW) Bürgermeister, der das Amt seit 1981 bekleidet hatte.

### Wappen
Das Wappen symbolisiert auf rotem Hintergrund die Mönchsklause, die es bis in das frühe 17. Jahrhundert bei Wangelnstedt gab, und im unteren Teil vor grünem Hintergrund die Lenne.

## Wirtschaft
Die GFR Gesellschaft für die Aufbereitung und Verwertung von Reststoffen mbH, ein Gemeinschaftsunternehmen der Knauf Gips in Iphofen und der GP Günter Papenburg AG, betreibt seit 1989 im ehemaligen Gipstagebau eine Niederlassung. Zwischen Wangelnstedt und Lüthorst besteht eine Deponie für schadstoffarme Aschen und Rückstände aus der Rauchgasentschwefelung steinkohlebefeuerter Industriekraftwerke. Im August 2017 wurde eine Erweiterung der Deponie bis 2032 genehmigt.
In Emmerborn gibt es seit 1973 den Campingplatz Wohnpark Brockenblick.

## Verkehr
Durch die Gemeinde Wangelnstedt führt die niedersächsische Landesstraße 546, die Stadtoldendorf mit Einbeck verbindet.
Der Europaradweg R1 führt direkt durch den Ort.

## Religion
In Wangelnstedt gibt es die um 1905 bis 1907 erbaute Johanniskirche der Evangelisch-lutherischen Kirchengemeinde Wangelnstedt und im Ortsteil Linnenkamp eine Kapelle.